# Place Michel-Rocard
La place Michel-Rocard est une place située dans le 7e arrondissement de Paris, en France.

## Situation et accès
La place est située à l'intersection du boulevard Saint-Germain et de la rue de l'Université, au niveau du no 98 rue de l'Université.

## Origine du nom
La place porte le nom de Michel Rocard (1930-2016), haut fonctionnaire et homme d'État français.

## Historique
Par délibération du 22 novembre 2024, la place prend la dénomination « place Michel-Rocard ».